# Simrothiella borealis
Simrothiella borealis är en blötdjursart som först beskrevs av Nils Hjalmar Odhner 1921.  Simrothiella borealis ingår i släktet Simrothiella och familjen Simrothiellidae. Inga underarter finns listade i Catalogue of Life.